# Astrantia carniolica
Astrantia carniolica (лат.) — травянистое растение; вид рода Астранция (Astrantia) семейства Зонтичные (Apiaceae), произрастающий в юго-восточных Альпах.

## Описание
Astrantia carniolica — травянистое многолетнее растение высотой в среднем 45 см. Стебель прямой и гладкий, с небольшими ветвями и несколькими листьями. Базальные листья имеют длинный черешок 10-20 см состоят из 3-7 долей. Размер листа 8-15 см. Соцветие зонтикообразное 2-3 см в диаметре. Цветки красноватые, реже белые около 1-2 мм. Цветёт с июня по сентябрь.

## Таксономия
Вид Astrantia carniolica впервые официально описан австрийским ботаником и зоологом иезуитом Францем Ксавье фон Вульфеном в 1778 году в 31-м томе «Florae Austriacae, sive plantarum selectarum в Austriae archiducatu sponte crescentium, icones, ad vivum coloratae, et descriptionibus, ac synononymis illustratae». Видовой эпитет — от латинского слова carniolica, означающего «происходящий из Карниолы». Карниола, или Крайна, — исторический регион, который включал части современной Словении. Название географически отличает этот вид от родственного вида Astrantia bavarica (из Баварии).

## Распространение и местообитание
A. bavarica произрастает в юго-восточных Альпах or 'Red Masterwort'.. Встречается в Австрии, Боснии и Герцеговине, Хорватии, Италии и Словении. В Словении — в Юлийских Альпах в окрестностях Бохиньского озера.
Вид распространён на горных лугах, в лесах и на полянах и вблизи ручьев, обычно на известняковых почвах, на высоте 1500—1600 м над уровнем моря.
Энтомофильное растение, в основном опыляемое жуками, а также другими насекомыми.

## Культивирование
A. bavarica культивируется с декоративными целями. Единственный сорт, признанный Королевским садоводческим обществом, Astrantia carniolica rubra хорошо растёт в садах, требуя определённую затенённость и влажность. Соцветие этого сорта имеет оттенки красного цвета.